# Jakub Rohnka
Jakub Rohnka (10 de marzo de 1992) es un jugador profesional de voleibol polaco, juego de posición receptor/atacante.

## Palmarés

### Clubes
Campeonato de Polonia Primera liga:
- 2019